# Aleksandar Knežević
Aleksandar Knežević (* 26. Dezember 1968 in Banja Luka, SFR Jugoslawien) ist ein Handballtrainer und ehemaliger Handballspieler.

## Karriere
Er war ab 2009 Trainer der Frauen-Bundesligamannschaft von Frisch Auf Göppingen. Ab 2012 war er Geschäftsführer bei der Frauen-Bundesligamannschaft von Frisch auf Göppingen und ab 2014 war er sportlicher Leiter der Männer-Bundesligamannschaft von Frisch auf Göppingen. Am 3. Dezember 2013 übernahm er nach der Beurlaubung von Velimir Petković bis zum Ende der Saison 2013/14 den Trainerposten der Göppinger Männer-Bundesligamannschaft. Sein Nachfolger bei der Frauenmannschaft wurde Nedeljko Vujinović, der bisherige Co-Trainer der Männermannschaft. Anschließend übernahm er erneut das Traineramt der Frauenmannschaft. Am 12. Januar 2021 trennte sich Frisch Auf Göppingen von Knežević als Trainer und Geschäftsführer der Frauen-Mannschaft nach einer anhaltenden sportlichen Misere. Knežević trainierte zwischen Juli und Dezember 2023 den Zweitligisten VfL Waiblingen.
Knežević spielte in seiner aktiven Karriere für RK Borac Banja Luka, RK Roter Stern Belgrad, RK Partizan Belgrad, USM Gagny, Cuenca, BSV Borba Luzern und Frisch Auf Göppingen. Für Göppingen bestritt er insgesamt 57 Spiele in der Handball-Bundesliga, bei denen er 223 Tore warf. Er spielte 136 mal für die Nationalmannschaft Jugoslawiens. Mit BR Jugoslawien nahm er an den Olympischen Spielen 2000 teil.

## Erfolge
- 1× Jugoslawischer Meister
- 1× Jugoslawischer Pokalsieger
- IHF-Pokalsieger 1991
- 3. Platz Europameisterschaft 1996
- 3. Platz Juniorenweltmeisterschaft 1989
- 1. Platz Mittelmeerspiele
- 4. Platz Olympische Spiele 2000

## Sonstiges
Sein Sohn David spielt ebenfalls Handball. Bei der Kommunalwahl 2019 kandidierte er auf dem Wahlvorschlag der FDP für den Göppinger Gemeinderat, konnte aber nicht ausreichend Wählerstimmen auf sich vereinen.